# Лаборатория Декстера
«Лаборатория Декстера» (англ. Dexter’s Laboratory) — американский мультсериал о мальчике-гении, создавшем свою лабораторию. Пилотная серия была показана в 1995 году, а премьера самого сериала состоялась 28 апреля 1996 года. До этого режиссёр Геннди Тартаковски снял короткометражные мультфильмы о похождениях маленького героя «Большая сестра» и одноимённый пилот. Мультсериал номинировался на премию «Эмми» в 1995—1998 годах. Это комедия с элементами фантастики. У Декстера есть сестра Ди-Ди, которая отличается от брата глупостью и тягой нажимать на красивые кнопки. Родители у них обыкновенные. Сериал известен тем, что помог начать карьеру аниматоров Крейга Маккрекена, Сета Макфарлейна, Бутча Хартмана и Роба Рензетти. В 2003 году сериал прекратили снимать.

## Сюжет
Действие происходит в пригороде одного из обычных городов США, где расположен дом главного героя — Декстера. Декстер — маленький мальчик-гений, который живёт вместе со своей семьёй. Отец, Мать, сестра Ди-Ди и Декстер являются главными героями мультсериала. Декстер, родившийся феноменально умным, соорудил тайную лабораторию невероятных размеров со входом из своей комнаты, исходя из этого, можно предположить, что большая часть его лаборатории развёрнута под землёй (что доказано в одном из эпизодов сериала — Overlabbing). Чаще всего завязка эпизода начинается именно в лаборатории мальчика во время одного из экспериментов. Происходят забавные и впечатляющие ситуации, события и остроумная развязка. Лаборатория Декстера всегда остаётся в секрете от окружающих, и сам её владелец тщательно за этим следит. Однако, его сестра в первый же день создания лаборатории узнаёт о её существовании и начинает всячески доставать своего брата разбивая, разрушая, взрывая всё вокруг, нажимая на кнопки и разукрашивая всё в своём любимом «девичьем» стиле. Таким образом, Декстер сталкивается с множеством ситуаций разного характера, которые ему (и не только ему) приходится так или иначе решать.

## Главные герои
- Декстер — 10-летний протагонист и главный герой. Отличительными его чертами является низкий, почти карликовый рост, слабое зрение и высокий IQ, который больше 210. Декстер всегда носит белый лабораторный халат, очки в толстой чёрной оправе, фиолетовые резиновые перчатки и пару черных ботинок (в редких исключительных случаях меняет свой внешний вид). Он младший ребёнок в своей семье, как известно из сериала, его рождение было особенным. Он родился необычайно страшным, с головой огромных размеров. Поначалу его отец даже усомнился в «физической» полноценности своего сына, но доктора доказали ему обратное и даже обозначили Декстера как «Клинический Гений» и вручили ему очки. Сразу же после рождения Декстер начинает делать изобретения, которые на глазах разбивает его сестрица. Это вынуждает его искать все новые и новые места для своих увлечений и занятий. Обнаружив тайное и темное место у себя в доме, он незамедлительно приступает к строительству начального комплекса своей лаборатории. Несмотря на свой возраст, мальчик создает феноменальные и невероятные вещи — системы телепортации, машину времени, клонираторы, суперкомпьютер и т. д. Кумиром и вдохновителем для Декстера является Альберт Эйнштейн, чьи портреты можно увидеть на стене комнаты Декстера и на дверце его школьного шкафчика. Декстером всегда движет желание быть первым в сфере знаний и науки, создавать и творить для того, чтобы доказать своё первенство и сделать невозможное возможным. Часто, это приводит к непредвиденным последствиям, особенно когда в дело вмешивается его сестра (иногда Декстеру приходится использовать свои технологии для ликвидации действий своей сестры, что приводит к забавным и часто комичным последствиям и развязкам). Не любит покидать дом без крайних причин (разве что если надо идти в школу или родители заставляют покинуть дом по какой-то другой причине). Декстер отлично учится в школе, но всегда прогуливает физкультуру и создает в своей лаборатории родительские записки для того, чтобы в очередной раз сбежать с абсолютно бесполезного для него урока назад в свою лабораторию или же в библиотеку, где он — Декстер всегда на доске почета и всегда первый из первых. Вместе с огромными знаниями и гениальностью по соседству живёт набор маленьких пороков, которые часто впутывают главного героя в множество приключений (но и не меньше приключений ему преподносит его сестра), однако Декстер является позитивным персонажем, который просто имеет свои особенности и не пожалеет даже своей лаборатории для спасения земли и человечества, для помощи своей семье, даже для помощи своей сестре, если возникает такая необходимость.
- Ди-Ди — 11-летняя девочка, старшая сестра Декстера. Весёлая, вежливая, везучая и очень глупая. Носит только розовую одежду. Ди-Ди очень любит игрушки, единорогов, пони и других лошадей, любит танцевать, веселится всякими способами, проводить время со своими подругами Ли-Ли и Ми-Ми, кататься на коньках и велосипеде, а особенно играть в лаборатории своего брата появляясь там почти всё время — разрушая в порыве танца его технику, нажимая на все кнопки, подкрадываясь к работающему Декстеру со словами «Привет, Декстер!», от чего тот впадает в ярость. Ди-Ди является полной противоположностью Декстеру, она отличается не только внешне, но и интеллектом и поведением. В отличие от брата, у неё буквально пустая и ничем не занятая голова. Она не занимается решением проблем теории относительности и созданием универсальных источников энергии, а всегда весело проводит время, в движении и на улице, в отличие от её брата, который боится покидать дом без крайних причин (разве что если надо идти в школу или родители заставляют покинуть дом по какой-то другой причине). Но такие различия и частые противоречия не мешают Ди-Ди и её брату частенько искать решение текущих проблем вместе и помогать друг другу.
- Папа — также является одним из главных героев сериала. О его прошлом известно, что он был не самым умным, сообразительным и чистым человеком. Его знакомство с будущей матерью семейства связано с её страхом к грязи и микробам (они знакомятся на приёме у психолога, где он был в качестве волонтёра, а она пациентом на курсе реабилитации и ресоциализации). Отец семейства предпочитает проводить время в «классическом» отцовском жанре: просматривает телевизор (особенно спортивные репортажи), читает газеты, спит на диване, играет в гольф. Работа отца Декстера в деталях не известна, однако в одной из серий есть сведения, что отец Декстера работает каскадером и отлично владеет ездой на мотоцикле (и вообще презирает опасность). Папа Декстера является добытчиком денег для семьи, но не более. Абсолютно не умеет ничего делать по дому и оставляет это в руки своей жене.
- Мама — главная героиня сериала наряду с папой, Декстером и Ди-Ди. В прошлом привлекательная, спокойная и сообразительная женщина, с набором психологических трудностей в общении с миром и его обитателями, помешанная на чистоте и гигиене. Она знакомится с будущим мужем (абсолютной противоположностью к её привычкам) в клинике на приеме у психотерапевта, к которому обратилась в надежде найти общий язык со своими проблемами и трудностями. Мама делает все дела по дому, вся бытовая часть жизни семьи Декстера буквально стоит на её плечах, это она всё моет, стирает, чистит, покупает, убирает, готовит, зашивает и приводит в порядок. Отсутствие её деятельности вносит хаос и смятение в жизнь семейства. Мама, несмотря на сложность своё работы, её любит и не доверит никому (ибо все ещё дружит со своей страстью к чистоте и ненавистью к грязи). В образ мамы семьи Декстера прочно вписались её желтые латексные перчатки — верные спутники в борьбе с пылью и беспорядком, разносчики чистоты и всех других благ. Мама имеет образ женщины-домохозяйки, вероятнее всего, что она не работает, в отличие от её мужа.
- Мэндарк — ключевой антагонист сериала и главный противник Декстера. Мэндарк внешне немного похож на Декстера, носит очки в темной оправе и очень умен, но высокого роста. Имя «Мэндарк» Сьюзен Астрономенов дал себе сам, будучи сыном в миролюбивой семье хиппи Виндбера и Оушенберд (его отца и матери). Мэндарк родился абсолютной противоположностью добрых и мирных идеалов своих родителей. Подрастая, в нём пробудилось спящее зло, он сильно возненавидел мир и стал глубоко изучать технологию и науку с целью творения зла и покорения мира. Мэндарк построил огромную лабораторию под своим домом (возможно, она даже больше лаборатории Декстера). Впервые Мэндарк встречается с Декстером в серии «Соперник Декстера», где ему удается опередить Декстера в науке и знаниях во время негласного соревнования в первый день школы, нанеся таким образом ему большой душевный урон и даже вынудив Декстера закрыть его лабораторию. Однако на этом противостояние не заканчивается, а наоборот — только начинается. Мэндарку очень нравится сестра Декстера и даже более, он становится её тайным поклонником и почитателем, просит Декстера помочь ему познакомиться с ней, но не знает о её характере главного — большой любви не к нему, а к разрушению всего технологического при удобной возможности. Декстер, зная это, помогает Мэндарку и при помощи своей сестры успешно разрушает лабораторию соперника и возрождает свою. Мэндарк и Декстер становятся вечными врагами и противостоящими друг другу разумами, которые имеют лишь одну общую вещь — огромные знания и тягу к ним.

## Музыка
| №                   | Название                           | Длительность |
| ------------------- | ---------------------------------- | ------------ |
| 1.                  | «Dexter's Laboratory (Main Title)» |              |
| 2.                  | «Lab-Retto»                        |              |
| 3.                  | «The Musical Time Machine»         |              |
| 4.                  | «Golden Diskette»                  |              |
| 5.                  | «Breathe in the Good Sunshine»     |              |
| 6.                  | «Dexter's Laboratory (End Title)»  |              |
| Общая длительность: | Общая длительность:                | 28:00        |

| №  | Название                    | Исполнитель(ли)                           | Длительность |
| -- | --------------------------- | ----------------------------------------- | ------------ |
| 1. | «Opening Theme»             | Thomas Chase и Steve Rucker (композиторы) | 0:33         |
| 2. | «Secret Formula»            | will.i.am                                 | 3:18         |
| 3. | «Dexter (What's His Name?)» | Кулио                                     | 3:36         |
| 4. | «Love According to Dexter»  | Phife Dawg при участии Slick & Rose       | 3:53         |
| 5. | «Sibling Rivalries»         | De La Soul                                | 3:30         |
| 6. | «Mandark's Plan»            | YZ                                        | 3:30         |
| 7. | «Back to the Lab»           | Prince Paul                               | 2:54         |